# Sambiblioteket

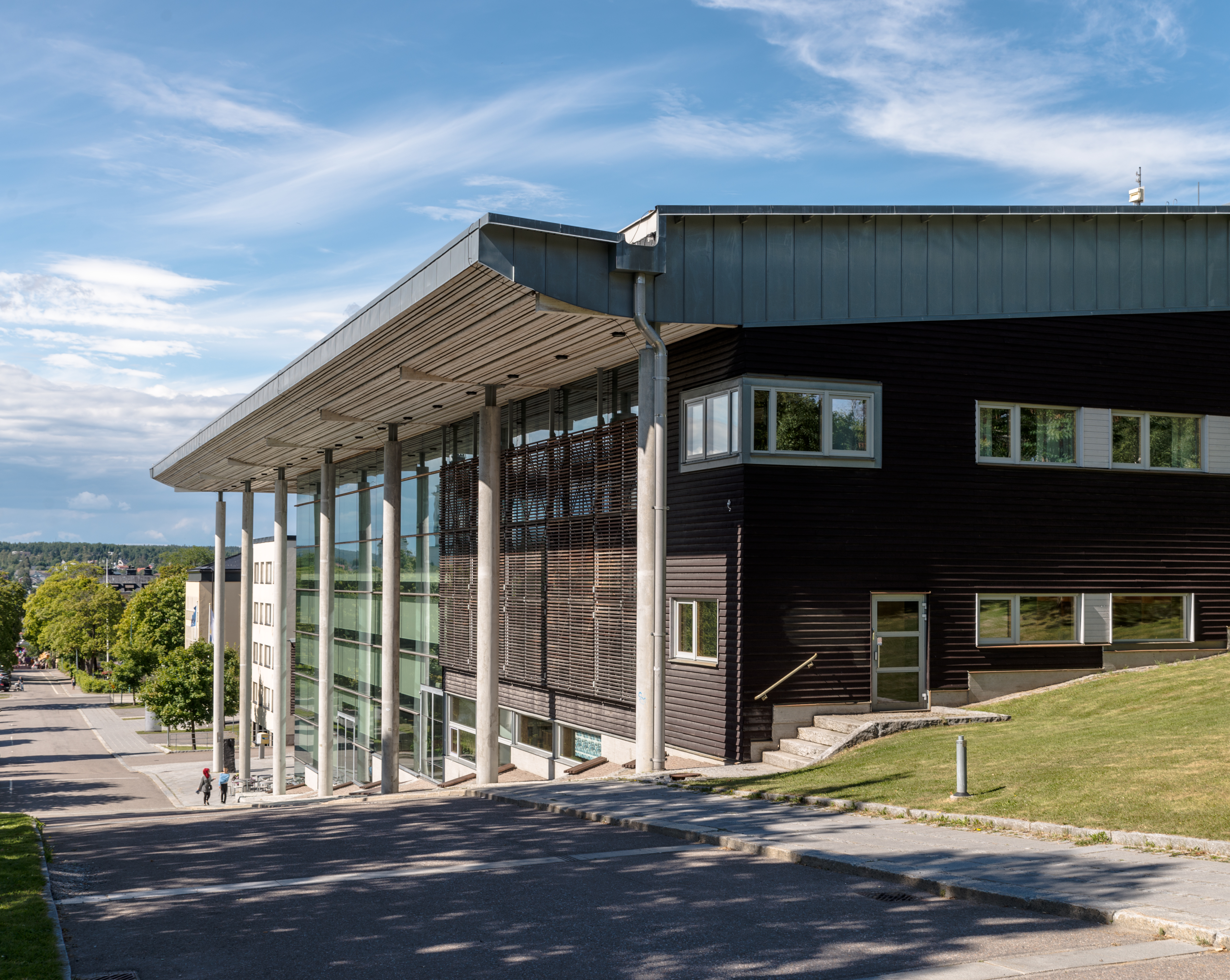
Sambiblioteket i Härnösand.

Sambiblioteket i Härnösand ligger på Universitetsbacken 3 bredvid stadsparken.  I huset finns förutom evenemangs- och möteslokaler, restaurang, Härnösands bibliotek samt kommunens avdelningar för tillväxt och kommunikation, servicecenter och Härnösands Lärcentrum. Flera företagsorganisationer har också verksamhet i huset. 
De olika våningsplanen är fördelade mellan olika men sammanlänkade verksamheter. På plan 1  Mötas - finns kommunens servicecenter, restaurang, möteslokaler och delar av bibliotekets lokalsamling. På plan 2 Inspireras - huserar biblioteket med publika datorer och grupprum. Plan 3 Lära – delar av biblioteket samt Lärcentrum med datasal, lektionssalar och grupprum, Plan 4 och 5 Utvecklas – evenemangslokaler, kommunens avdelningar för tillväxt och kommunikation samt flera företagsorganisationer.

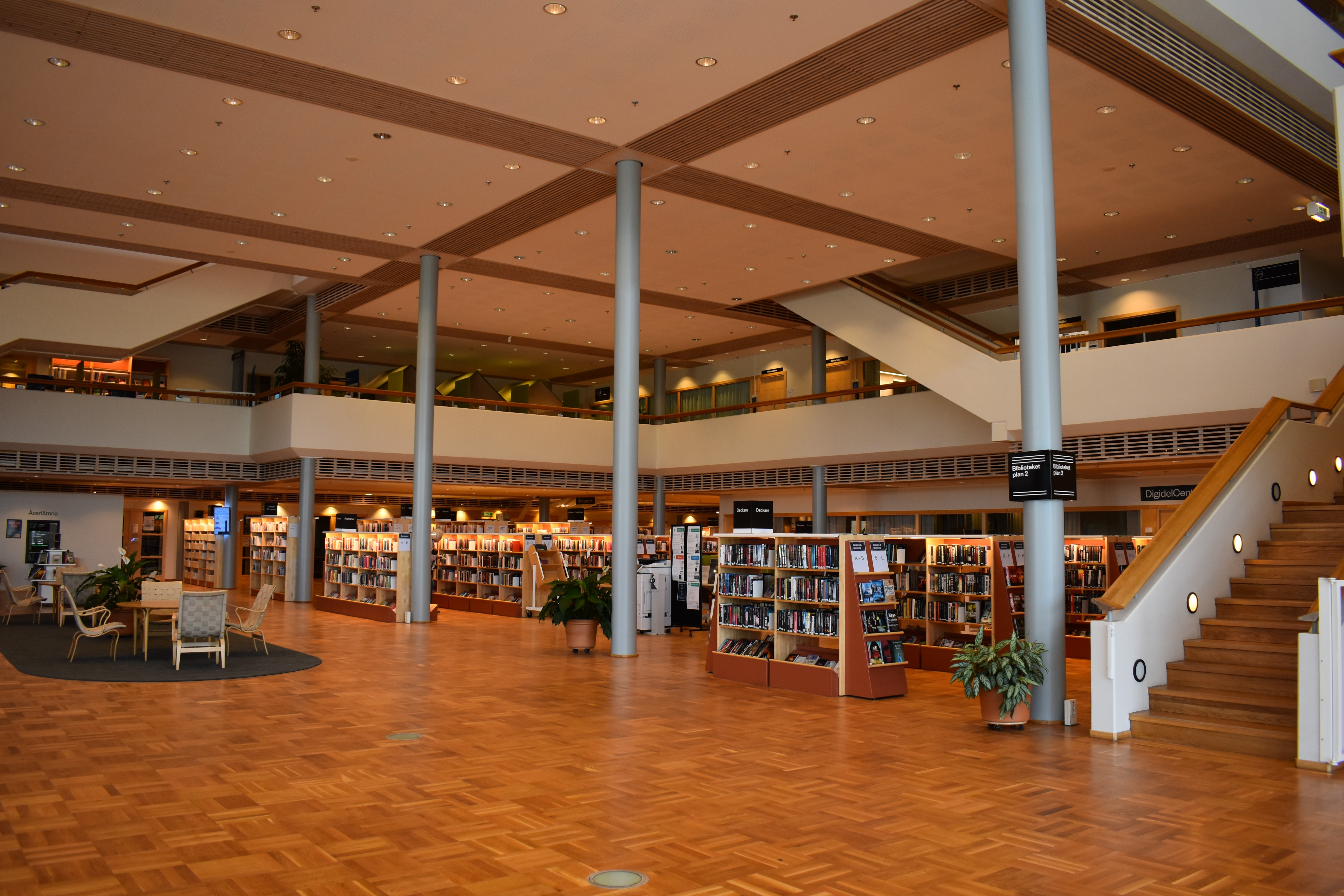
Plan 2 på Härnösands bibliotek

## Historik
Det nybyggda Sambiblioteket invigdes i februari 2000 och var en gemensam samarbetsorganisation för kommunens bibliotek tillsammans med dåvarande Mitthögskolans (senare Mittuniversitetets) bibliotek och Länsbiblioteket (senare  Regionbiblioteket) Västernorrland. Visionen var att skapa en länk mellan högskolan och stadens centrum, en mötesplats och ett aktivt kunskapscentrum där de tre biblioteken skulle upplevas som ett.
År 2000 fick Sambiblioteket utmärkelsen Årets bibliotek av fackförbundet DIK.
Samverkansorganisationen mellan de tre biblioteken upphörde då Mittuniversitetet år 2013 beslutade att omlokalisera all verksamhet i Härnösand till Sundsvall. Länsbiblioteket (Regionbibliotek Västernorrland) flyttade strax därefter till andra lokaler i Härnösand.

## Arkitektur
Arkitekt  Hans Tirsén vid FFNS Arkitekter AB vann den allmänna arkitekttävlingen om bibliotekets utformning tillsammans med Arne Wistedt och Martin Häller. I början av februari 1997 inleddes arbetet med den nya byggnaden fram till invigningen av det färdiga bibliotekshuset år 2000.  
Inredningsgruppen, Sundsvall med inredningsarkitekt Bertil Harström och Ewa Kardel ansvarade för husets inredning.
Husets glasade sida mot Universitetsbacken vetter mot stadsparken utanför. Övriga material i den fem våningar höga byggnaden är trä, betong och stengolv. Tre entréer knyter samman huset med ingångar på plan ett och fyra samt plan tre för Lärcentrums besökare.

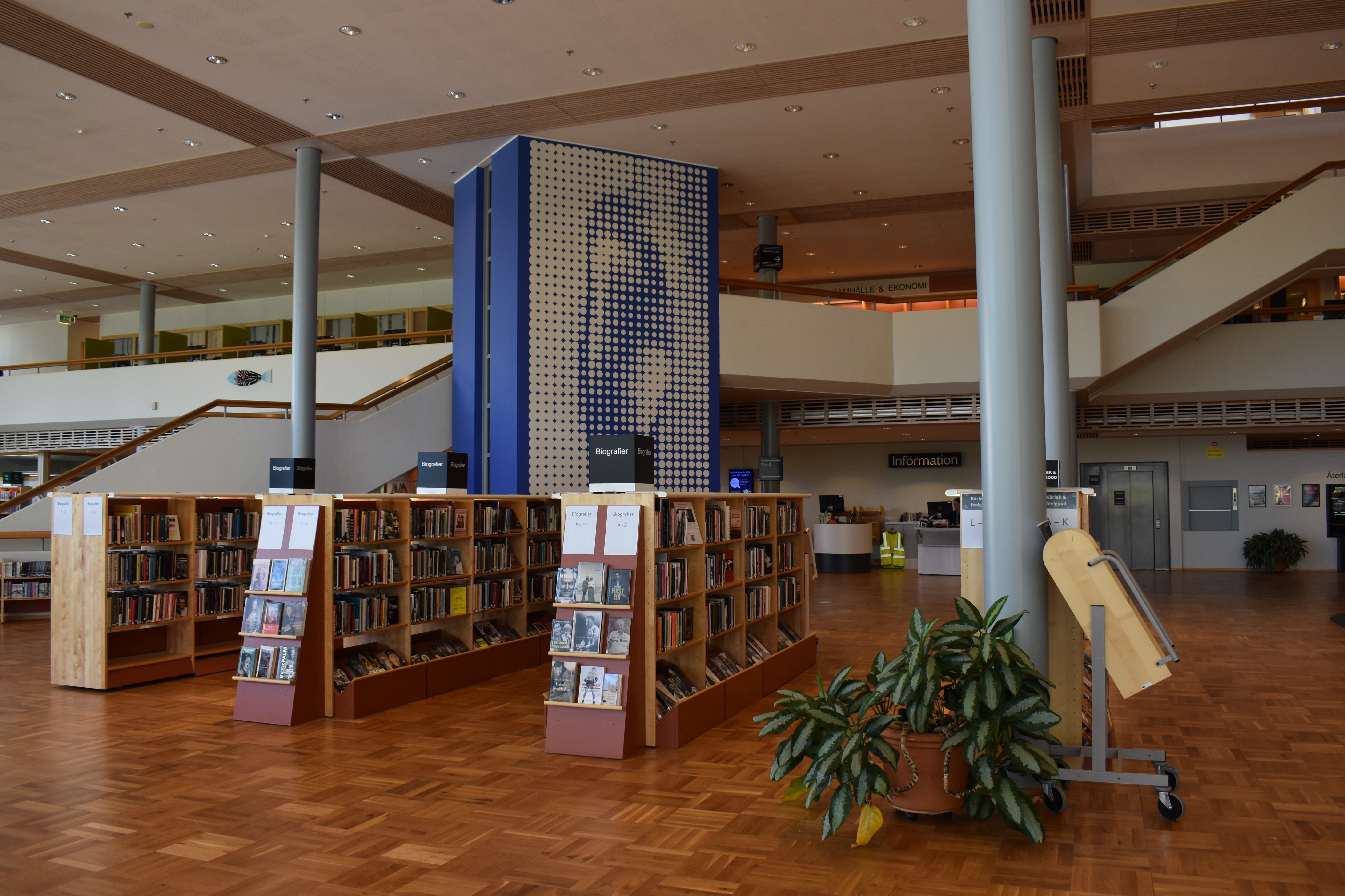
Plan 2 på Härnösands bibliotek. Konst på hisschaktet av Karin Ögren.